# Кровавая месть (фильм)
«Кровавая месть» (англ. Sworn to Vengeance) —  американский детективный триллер с элементами драмы. Иногда на русском называется «Клятва мести».
Фильм основан на событиях произошедших в штате Техас, когда в парке Уэйко  были убиты три подростка — один мальчик и две девочки вблизи от Уэйковского озера. Преступником оказался Дэвид Спенс, приговорённый судом к смертной казни. Также эти события описаны в книге «Careless Whispers»  Карлтона Стауэрса.
Премьера фильма состоялась 23 марта 1993 года в США.

## Сюжет
Сержант полиции Стюарт расследует убийство трёх подростков, которых неизвестные заманили в парк, изнасиловали, а потом жестоко убили. Подозреваемые в убийстве дают путаные показания или вовсе молчат. Стюарт, поклявшийся отомстить за смерть ребят, догадывается, что убийца только один, но кто? Нужна кропотливая, изворотливая и трудная работа, чтобы установить истину, и в процессе этой работы так трудно удержаться от самосуда…

## В ролях
- Роберт Конрад[англ.] — сержант Стюарт
- Уильям Макнамара — Майкл Бёрк
- Гэри Байер — Скотт Райан
- Шэрон Фаррелл — Сильвия Хаскелл
- Питер Брек[фр.]